# Камянске (Арцизки район)
Камянске (на украински: Кам'янське; на руски: Каменское) е село в Южна Украйна, Одеска област, Болградски район. Заема площ от 5,29 км2.

## География
Селото се намира в историческата област Буджак (Южна Бесарабия). Разположено е на 25 километра югозападно от Арциз, на 7 километра северно от Холмске и на 7 километра югоизточно от Главан.

## История
Селото е основано през 1813 година от таврийски колонисти.
До 1944 година носи името Ташлик.

## Население
Населението на селото според преброяването през 2001 г. е 2739 души. В селото живеят молдовци, руснаци, украинци и българи.

### Езици
Численост и дял на населението по роден език, според преброяването на населението през 2001 г.:
| Роден език | Численост | Дял (в %) |
| Общо       | 2739      | 100.00    |
| Украински  | 1227      | 44.79     |
| Руски      | 807       | 29.46     |
| Молдовски  | 631       | 23.03     |
| Български  | 62        | 2.26      |
| Гагаузки   | 6         | 0.21      |
| Арменски   | 1         | 0.03      |
| Беларуски  | 1         | 0.03      |
| Други      | 4         | 0.14      |